# Labeo
Labeo är ett släkte av fiskar. Labeo ingår i familjen karpfiskar.

## Dottertaxa tillLabeo, i alfabetisk ordning[1]
- Labeo alluaudi
- Labeo alticentralis
- Labeo altivelis
- Labeo angra
- Labeo annectens
- Labeo ansorgii
- Labeo baldasseronii
- Labeo barbatulus
- Labeo barbatus
- Labeo bata
- Labeo batesii
- Labeo boga
- Labeo boggut
- Labeo bottegi
- Labeo boulengeri
- Labeo brachypoma
- Labeo caeruleus
- Labeo calbasu
- Labeo camerunensis
- Labeo capensis
- Labeo chariensis
- Labeo chrysophekadion
- Labeo congoro
- Labeo coubie
- Labeo curchius
- Labeo curriei
- Labeo cyclopinnis
- Labeo cyclorhynchus
- Labeo cylindricus
- Labeo degeni
- Labeo dhonti
- Labeo dussumieri
- Labeo dyocheilus
- Labeo erythropterus
- Labeo falcipinnis
- Labeo fimbriatus
- Labeo fisheri
- Labeo forskalii
- Labeo fuelleborni
- Labeo fulakariensis
- Labeo gonius
- Labeo greenii
- Labeo gregorii
- Labeo horie
- Labeo indramontri
- Labeo kawrus
- Labeo kibimbi
- Labeo kirkii
- Labeo kontius
- Labeo lineatus
- Labeo longipinnis
- Labeo lualabaensis
- Labeo lukulae
- Labeo luluae
- Labeo lunatus
- Labeo macmahoni
- Labeo macrostomus
- Labeo maleboensis
- Labeo meroensis
- Labeo mesops
- Labeo microphthalmus
- Labeo mokotoensis
- Labeo molybdinus
- Labeo moszkowskii
- Labeo nandina
- Labeo nasus
- Labeo nigricans
- Labeo nigripinnis
- Labeo niloticus
- Labeo nunensis
- Labeo pangusia
- Labeo parvus
- Labeo pellegrini
- Labeo percivali
- Labeo pietschmanni
- Labeo polli
- Labeo porcellus
- Labeo potail
- Labeo quadribarbis
- Labeo rajasthanicus
- Labeo rectipinnis
- Labeo reidi
- Labeo ricnorhynchus
- Labeo rohita
- Labeo rosae
- Labeo roseopunctatus
- Labeo rouaneti
- Labeo rubromaculatus
- Labeo ruddi
- Labeo sanagaensis
- Labeo seeberi
- Labeo senegalensis
- Labeo simpsoni
- Labeo sorex
- Labeo stolizkae
- Labeo trigliceps
- Labeo udaipurensis
- Labeo umbratus
- Labeo weeksii
- Labeo werneri
- Labeo victorianus
- Labeo worthingtoni
- Labeo yunnanensis